# Дудергофский канал
Дудерго́фский канал — канал в Красносельском районе Санкт-Петербурга.

## История
Прорыт в 1970-х годах с устройством Южно-Приморского парка, а также для отвода вод рек Новой, Дудергофки, Ивановки.

## Географические сведения
Искусственный канал берёт своё начало от пруда бывшей усадьбы Петра Шепелева недалеко от пересечения Петергофского шоссе и проспекта Маршала Жукова и проходит по рекреационной зоне вдоль Петергофского шоссе до реки Ивановки, откуда поворачивает на север, в сторону Невской губы. Перед впадением в залив Дудергофский канал соединяется с Матисовым каналом, проходящим по микрорайону «Балтийская жемчужина».
В нижней части, за мостами на Петергофском шоссе, канал судоходен. Высота пролётов мостов в этом месте составляет 4 метра.

## Достопримечательности
- Через канал переброшено шесть мостов:
  - Мост Партизана Германа
  - Клиновский мост
  - Мост-плотина
  - 1-й Петергофский мост
  - 2-й Петергофский мост
  - Мост Ахмата Кадырова
- Памятник «Якорь», завершающий композицию аллеи «Славы», входит в Кировский вал
- Мост на месте впадения реки Дудергофки в Дудергофский канал